# Мейчик, Евгений Робертович
Евгений Робертович Мейчик (род. 21 июня 1950, Москва) — российский военачальник.

## Биография
Родился в семье военнослужащего.
- В 1972 году окончил Московский электротехнический институт связи,
- в 1974 году — среднее военное училище связи при Горьковском высшем военном командном училище связи,
- в 1981 году — Военную академию связи,Военные академические курсы при Военной академии Генерального штаба ВС РФ.

В Вооруженных Силах с 1972 года. Военную службу проходил в ГСВГ, ПрибВО, ПрикВО, МВО на должностях: командира радиорелейно-кабельной роты, начальника штаба батальона связи, начальника штаба отдельного полка связи, начальника штаба бригады связи, командира бригады связи, начальника связи армии, заместителя начальника войск связи и начальника войск связи Московского военного округа.
С 2003 по 2007 годы — заместитель начальника Связи Вооруженных Сил Российской Федерации.
С 2008 по июнь 2010 года — начальник Связи Вооруженных Сил Российской Федерации.

## Награды и звания
- Заслуженный работник связи Российской Федерации.
- Награждён 2 орденами и 14 медалями.